# I'm Gonna Crawl
"I'm Gonna Crawl" é a última faixa do álbum de estúdio In Through The Out Door da banda de hard rock britânica Led Zeppelin gravado em 1978 pela Polar Records e lançado em 1979 pela própria gravadora da banda, a Swan Song Records sendo também composta pelo baixista Jonh Paul Jones, pelo vocalista Robert Plant e pelo guitarrista e produtor da banda Jimmy Page.
Esta canção é muito marcada e elogiada pela ótima performance do Guitarrista Jimmy Page em um solo de guitarra que aparece por volta da metade da música, sendo considerado como um dos melhores solos de guitarra de Jimmy Page não só do álbum In Trought The Out Door mas também da discografia completa do Led Zeppelin.
Essa música também marca a volta do Led Zeppelin ao seu blues tradicional, como nas músicas de seus álbuns mais antigos e também possui na parte de seu solo um hard rock bem tradicional, (como em Since I've Been Loving You) com teclados bem elaborados de John Paul Jones até o fim da canção que é marcada pela enorme competência deste músico.
A "pegada blues" dessa canção também mostra o quanto o Led Zeppelin se inspirou em vários outros músicos de blues, com alguns deles que também influenciaram bastante para o gênero blues rock, como é o caso principalmente da cantora norte-americana Janis Joplin, que influenciou muito o vocalista Robert Plant nas músicas do Led Zeppelin que tinham passagens de blues e hard rock ao mesmo tempo, não só nessa canção como em todas as outras que utilizavam elementos blues na carreira da banda.

## Créditos
- Robert Plant - vocal
- Jimmy Page - guitarra
- John Paul Jones - baixo elétrico, teclado
- John Bonham - bateria